# Isaiah Thomas (basketballer)
Isaiah Jamar Thomas (Tacoma, 7 februari 1989) is een Amerikaans basketballer die uitkwam voor de Washington Wizards in de NBA. Thomas speelde als point-guard.

## Carrière
Isaiah Thomas werd vernoemd naar de voormalige Detroit Pistons speelmaker Isiah Thomas, nadat zijn vader James een weddenschap met een vriend aanging dat de Los Angeles Lakers zouden winnen van de Pistons in de finale van 1989, wat niet lukte.
In 2008 won Thomas een sportstudie aan de Universiteit van Washington, waar hij de kleuren van de Washington Huskies vertegenwoordigde. In 2011 deed hij mee aan de NBA Draft. Hierin werd hij als 60e gekozen door de Sacramento Kings. Na zijn goede prestaties in de NBA werd hij zowel in maart als april 2012 NBA Rookie of the Month. Ook werd hij aan het einde van het seizoen benoemd tot de NBA All-Rookie Second Team. 
Op 12 juli 2014 werd hij verworven door de Phoenix Suns. Op 19 februari 2015 werd hij verruild aan de Boston Celtics. Hij werd zowel in 2016 als in 2017 een NBA All-Star en ontving All-NBA Team-onderscheidingen voor het seizoen 2016-17, waar hij de Celtics naar de eerste plaats van de Eastern Conference leidde. Op 23 augustus 2017 werd Thomas verruild aan de Cleveland Cavaliers, en speelde vervolgens tussen 2018 en 2020 voor de Los Angeles Lakers, Denver Nuggets en Washington Wizards.
Op 3 april 2021 tekende Thomas een 10-daags contract bij de New Orleans Pelicans. Hij speelde daar drie wedstrijden waar hij een punten gemiddelde had van 7.7. Nadat de New Orleans Pelicans zijn contract niet verlengde tekende hij op 12 december 2021 voor de Grand Rapids Gold, een team wat uitkomt in de Amerikaanse NBA G League. Op 17 december keerde Thomas met een 10-daags contract terug bij de Los Angeles Lakers. Na deze korte periode tekende op 29 december 2021 een 10-daags contract bij de Dallas Mavericks. Op 14 februari 2022 keerde Isaiah Thomas terug bij de Grand Rapids Gold.

## Statistieken
| Legenda | Legenda                | Legenda | Legenda                 | Legenda | Legenda               |
| ------- | ---------------------- | ------- | ----------------------- | ------- | --------------------- |
| WG      | Wedstrijden gespeeld   | WS      | Wedstrijden als starter | MPW     | Minuten per wedstrijd |
| 2P%     | Twee-punterpercentage  | 3P%     | Drie-punterpercentage   | VW%     | Vrije-worppercentage  |
| RPW     | Rebounds per wedstrijd | APW     | Assists per wedstrijd   | SPW     | Steals per wedstrijd  |
| BPW     | Blocks per wedstrijd   | PPW     | Punten per wedstrijd    | Vet     | Hoogste in carrière   |

### Reguliere Seizoen
| Seizoen | Team                | WG | WS | MPW  | 2G%  | 3P%  | FW%  | RPW | APW | SPW | BPW | PPW  |
| ------- | ------------------- | -- | -- | ---- | ---- | ---- | ---- | --- | --- | --- | --- | ---- |
| 2011/12 | Sacramento Kings    | 65 | 37 | 25.5 | 44.8 | 37.9 | 83.2 | 2.6 | 4.1 | 0.8 | 0.1 | 11.5 |
| 2012/13 | Sacramento Kings    | 79 | 62 | 26.9 | 44.0 | 35.8 | 88.2 | 2.0 | 4.0 | 0.8 | 0.0 | 13.9 |
| 2013/14 | Sacramento Kings    | 72 | 54 | 34.7 | 45.3 | 34.9 | 85.0 | 2.9 | 6.3 | 1.3 | 0.1 | 20.3 |
| 2014/15 | Phoenix Suns        | 46 | 1  | 25.7 | 42.6 | 39.1 | 87.2 | 2.4 | 3.7 | 1.0 | 0.1 | 15.2 |
| 2014/15 | Boston Celtics      | 21 | 0  | 25.9 | 41.2 | 34.5 | 86.1 | 2.1 | 5.4 | 0.6 | 0.0 | 19.0 |
| 2015/16 | Boston Celtics      | 82 | 79 | 32.2 | 42.8 | 35.9 | 87.1 | 3.0 | 6.2 | 1.1 | 0.1 | 22.2 |
| 2016/17 | Boston Celtics      | 76 | 76 | 33.8 | 46.3 | 37.9 | 90.9 | 2.7 | 5.9 | 0.9 | 0.2 | 28.9 |
| 2017/18 | Cleveland Cavaliers | 15 | 14 | 26.8 | 36.1 | 25.3 | 86.8 | 2.1 | 4.5 | 0.6 | 0.1 | 14.7 |
| 2017/18 | Los Angeles Lakers  | 17 | 1  | 27.1 | 38.3 | 32.7 | 92.1 | 2.1 | 5.0 | 0.4 | 0.1 | 15.6 |
| 2018/19 | Denver Nuggets      | 12 | 0  | 15.1 | 34.3 | 27.9 | 63.0 | 1.1 | 1.9 | 0.4 | 0.1 | 8.1  |
| 2019/20 | Washington Wizards  | 40 | 37 | 23.1 | 40.8 | 41.3 | 81.6 | 1.7 | 3.7 | 0.3 | 0.2 | 12.2 |

### Playoffs
| Seizoen | Team           | WG | WS | MPW  | 2G%  | 3P%  | FW%  | RPW | APW | SPW | BPW | PPW  |
| ------- | -------------- | -- | -- | ---- | ---- | ---- | ---- | --- | --- | --- | --- | ---- |
| 2014/15 | Boston Celtics | 4  | 0  | 29.8 | 33.3 | 16.7 | 96.9 | 3.0 | 7.0 | 0.8 | 0.0 | 17.5 |
| 2015/16 | Boston Celtics | 6  | 6  | 36.6 | 39.5 | 28.3 | 80.9 | 3.0 | 5.0 | 0.7 | 0.8 | 24.2 |
| 2016/17 | Boston Celtics | 15 | 15 | 34.7 | 42.5 | 33.3 | 82.0 | 3.1 | 6.7 | 0.9 | 0.1 | 23.3 |

### All Star
| Seizoen | Team | WG | WS | MPW  | 2G%  | 3P%  | FW%   | RPW | APW | SPW | BPW | PPW  |
| ------- | ---- | -- | -- | ---- | ---- | ---- | ----- | --- | --- | --- | --- | ---- |
| 2015/16 | EST  | 1  | 0  | 19.0 | 36.4 | 20.0 | 0.0   | 3.0 | 1.0 | 1.0 | 0.0 | 9.0  |
| 2016/17 | EST  | 1  | 0  | 18.8 | 46.7 | 40.0 | 100.0 | 1.0 | 3.0 | 0.0 | 0.0 | 20.0 |